# جان بارينتوس
جان بارينتوس (بالإسبانية: Jean Barrientos)‏ (16 سبتمبر 1990 بمونتفيدو في الأوروغواي - ) هو لاعب كرة قدم أوروغواني في مركز الوسط. لعب مع أوليمبو وفيتوريا دي غيماريش وفيسوا كراكوف ونادي راسينغ مونتيفيديو.

## وصلات خارجية
- جان بارينتوس على موقع قاعدة بيانات كرة القدم.إي يو (الإنجليزية)
- جان بارينتوس على موقع Soccerway.com (الإنجليزية)